# ويليام لويس (مغني)
ويليام لويس (بالإنجليزية: William Lewis)‏ هو مغني ومغني أوبرا أمريكي، ولد في 23 نوفمبر 1935.

## وصلات خارجية
- الموقع الرسمي
- ويليام لويس على موقع IMDb (الإنجليزية)
- ويليام لويس على موقع ميوزك برينز (الإنجليزية)
- ويليام لويس على موقع قاعدة بيانات الفيلم (الإنجليزية)